# شخم‌زدن زمین زراعی با گاوآهن در نی‌ورنه

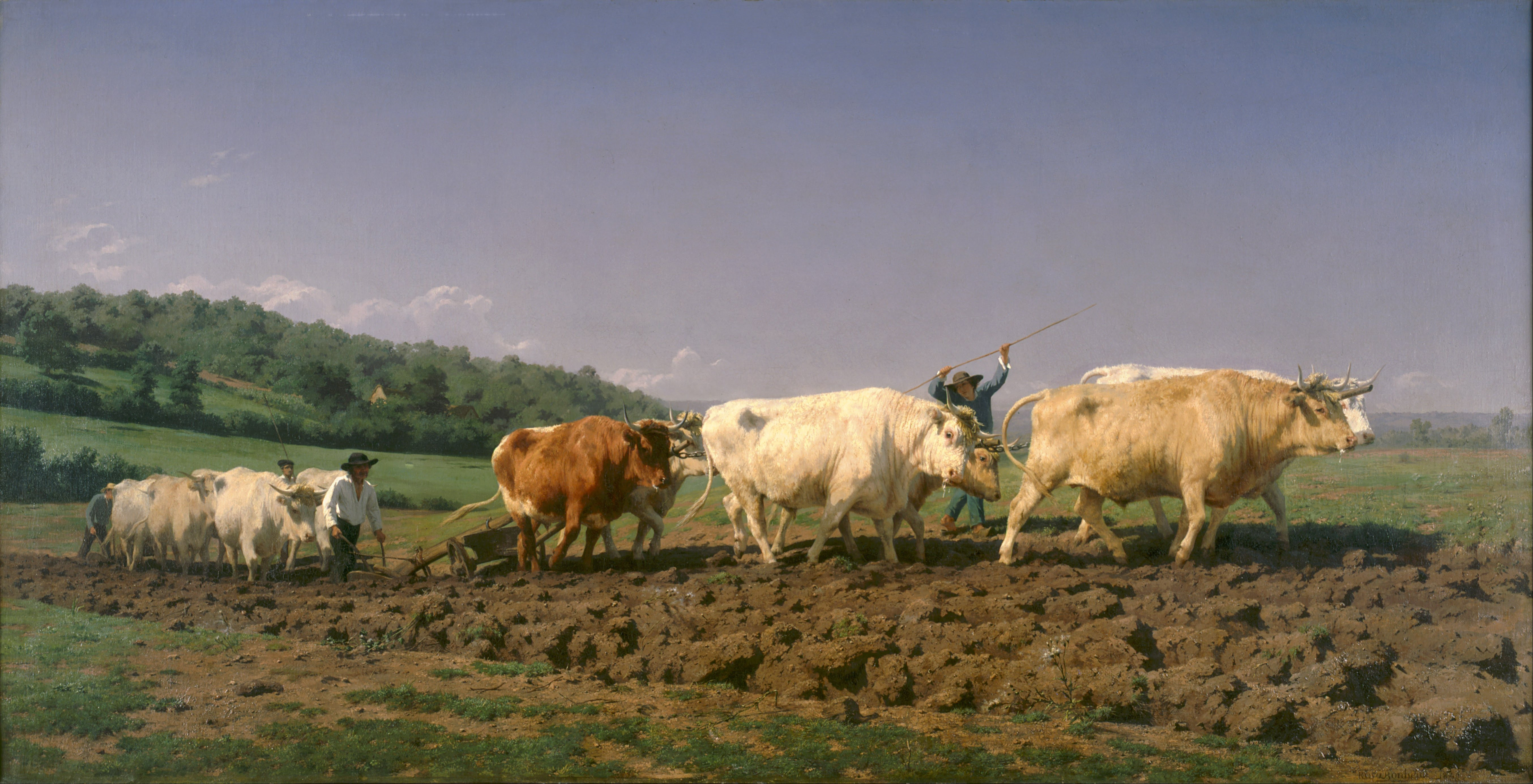
تابلوی شخم‌زدن زمین زراعی با گاوآهن در نی‌ورنه، اثر رزا بونور.

 شخم‌زدن زمین زراعی با گاوآهن در نی‌ورنه (به فرانسوی: Labourage nivernais) یک اثر نقاشی از رزا بونور، نقاش فرانسوی در ژانر هنر حیوانات به‌سال ۱۸۴۹ میلادی است.
این اثر اکنون در مالکیت موزه اورسی قرار دارد.